# Витковский, Степан
Степан (Щепан) Витковский (пол. Szczepan Wiktor Witkowski; 10 декабря 1898, Львов, Австро-Венгрия — 29 мая 1937, Стрый, Польша) — польский спортсмен-биатлонист и футболист, участник Олимпийских игр в Шамони, первый львовский зимний олимпиец.
Участвовал в двух видах лыжных гонок — гонке военных патрулей — аналог современного биатлона — и лыжном марафоне на 50 километров.
Поехал на зимние Игры в составе команды военного лыжного патруля — несмотря на то, что этого вида не было в официальной программе Игр, шесть стран прислали своих представителей. После трехдневного путешествия поездом польская команда прибыла в Шамони и сразу вынуждена была выходить на старт незнакомой и достаточно тяжелой трассы.
Польская команда бежала как умела, Витковский даже потерял сознание, переволновавшись, но мужественно продолжал борьбу вместе с коллегами. Но когда командир патруля поломал лыжи, команда прекратила соревнования.
В тот же день после обеда состоялся марафонский бег на 50 километров. На такие длинные дистанции Витковский никогда не бегал, но решил закончить хотя бы одну олимпийскую дисциплину, поэтому, набравшись отваги, вышел на старт вместе с 32 соперниками. Мороз достигал 18 градусов, двенадцать участников сошли с дистанции, первым финишировал трёхкратный чемпион Шамони норвежец Торлейф Хёуг. Витковский, как писала львовская пресса, «бежал на каких-то античных лыжах с длинными палками и имел по дороге немало приключений». На трассе он несколько раз падал, затем сломал лыжу, но и дальше передвигался — на одной — до тех пор, пока какой-то зритель не одолжил ему свою. И все же финишировал, хотя и последним, отстав от победителя более чем на два часа.
Больше известен как футболист львовского клуба «Чарни». Будучи центральным полузащитником с хорошими физическими данными, провел пять лиговых сезонов — 1927—1931 годы, сыграл 98 матчей и забил 5 голов. Был самым возрастным игроком команды, закончил выступления на футбольном поле почти в 39 лет.
Каждую зиму проводил в Славском, где содержал пансионат для любителей лыжного спорта. Первый зимний олимпиец был не только владельцем пансионата, но и лыжным инструктором. Собственно, благодаря его стараниям в Славском построили 45-метровый трамплин.
Умер от тифа в Стрыйской больнице в возрасте неполных 40 лет.